# Jelena Sipatowa
Jelena Giermanowna Sipatowa z domu Czernyszowa (ros. Елена Германовна Сипатова (Чернышёва), ur. 7 czerwca 1955 w Lubiercach) – rosyjska lekkoatletka, biegaczka długodystansowa, halowa mistrzyni Europy z 1983.  W czasie swojej kariery reprezentowała Związek Radziecki.

## Kariera sportowa
Początkowo odnosiła sukcesy w biegach przełajowych. Zdobyła brązowe medale w mistrzostwach świata w 1980 w Paryżu, przegrywając tylko z Grete Waitz z Norwegii i swoją koleżanką z reprezentacji ZSRR Iriną Bondarczuk oraz w mistrzostwach świata w 1981 w Madrycie, ulegając Waitz  i Jan Merrill ze Stanów Zjednoczonych. Sipatowa zajmowała również indywidualnie 7. miejsce w 1982 w Rzymie, 21. miejsce w 1983 w Gateshead i 49. miejsce w 1986 w Colombier (drużynowo Związek Radziecki zdobył złoty medal w 1982 i srebrny medal w 1983).
6 września 1981 w Podolsku Sipatowa ustanowiła nieoficjalny rekord świata w biegu na 5000 metrów czasem 15:24,6, a 19 września tego roku w Moskwie pierwszy oficjalny rekord świata w biegu na 10 000 metrów wynikiem 32:17,20. Zajęła 2. miejsce w biegu na 3000 metrów w finale A pucharu Europy w 1981 w Zagrzebiu.
Zdobyła brązowy medal w biegu na 3000 metrów na mistrzostwach Europy w 1982 w Atenach, przegrywając jedynie ze swą rodaczką Swietłaną Ulmasową i Rumunką Maricicą Puicą.
Zwyciężyła w biegu na 3000 metrów na halowych mistrzostwach Europy w 1983 w Budapeszcie, przed Agnese Possamai z Włoch i inną reprezentantką ZSRR Jeleną Małychiną. Na tych samych mistrzostwach zajęła 6. miejsce w biegu na 1500 metrów. Zajęła 7. miejsce w biegu na 1500 metrów i 6. miejsce w biegu na 3000 metrów na letniej uniwersjadzie w 1983 w Edmonton.
Zdobyła srebrny medal w drużynie na mistrzostwach świata kobiet w biegach ulicznych w 1985 w Gateshead. Indywidualnie zajęła 9. miejsce. Zajęła 37. miejsce na mistrzostwach świata kobiet w biegach ulicznych w 1986 w Lizbonie. Zespół Związku Radzieckiego zwyciężył drużynowo, lecz wynik Sipatowej nie był liczony do klasyfikacji.
Później biegała maratony. Zwyciężyła m.in. w maratonach w Brugii i Stambule w 1993, w Rzymie w 1995, na Majorce w 1996 i w Lejdzie w 2001.
Sipatowa była mistrzynią Związku Radzieckiego w biegu na 10 000 metrów w 1981 i w biegu przełajowym na 5 kilometrów w 1982 oraz brązową medalistką w biegu na 3000 metrów w 1981.

## Rekordy życiowe
Jelena Sipatowa miała następujące rekordy życiowe:
- bieg na 1500 metrów – 3:59,48 (22 sierpnia 1982, Podolsk)
- bieg na 3000 metrów – 8:33,53 (12 lipca 1980, Moskwa)
- bieg na 5000 metrów – 15:24,6 (6 września 1981, Podosk)
- bieg na 10 000 metrów – 32:17,20 (19 września 1981, Moskwa)
- półmaraton – 1:27:00 (26 kwietnia 1998, Niżny Nowogród)
- maraton – 2:32:34 (7 czerwca 1987, Mohylew)